# Åge Solheim
Åge Solheim (9 aprile 1996) è un ex sciatore alpino norvegese.

## Biografia
Specialista delle prove tecniche attivo dal dicembre del 2011, Åge Solheim ha gareggiato prevalentemente in Nor-Am Cup, dove ha esordito il 13 dicembre 2018 a Panorama in slalom speciale (14º), ha colto il primo podio il 16 dicembre 2018 nella medesima località in slalom gigante (3º) e l'unica vittoria, nonché ultimo podio, il 6 gennaio 2019 a Mont Sainte-Marie nella medesima specialità. Si è ritirato durante la stagione 2020-2021 e la sua ultima gara in carriera è stata uno slalom speciale universitario disputato il 19 febbraio a Park City; non ha debuttato in Coppa del Mondo e non ha preso parte a rassegne olimpiche o iridate.

## Palmarès

### Coppa Europa
- Miglior piazzamento in classifica generale: 227º nel 2017

### Nor-Am Cup
- Miglior piazzamento in classifica generale: 20º nel 2019
- 2 podi:
  - 1 vittoria
  - 1 terzo posto

#### Nor-Am Cup - vittorie
| Data           | Località          | Paese  | Specialità |
| -------------- | ----------------- | ------ | ---------- |
| 6 gennaio 2019 | Mont Sainte-Marie | Canada | GS         |

Legenda:

GS = slalom gigante